# Він підморгнув і виграв (фільм, 1916)
«Він підморгнув і виграв» (англ. He Winked and Won) — американська короткометражна кінокомедія режисера Олівера Гарді 1916 року.

## У ролях
- Олівер Гарді — Бейбі
- Кейт Прайс — Кейт
- Етель Марі Бертон — Етель
- Флоренс Маклафлін — Флоренс